# Nguyễn Văn Vĩnh (Tiền Giang)
Nguyễn Văn Vĩnh (sinh năm 1967) là luật gia, chính trị gia nước Cộng hòa xã hội chủ nghĩa Việt Nam. Ông hiện là Phó Bí thư Tỉnh ủy, Bí thư Ban Cán sự Đảng, Chủ tịch Ủy ban nhân dân tỉnh Tiền Giang và kiêm nhiệm các vị trí lãnh đạo hành pháp tỉnh Tiền Giang. Ông nguyên là Thường vụ Tỉnh ủy, Trưởng ban Nội chính Tỉnh ủy Tiền Giang; Phó Trưởng ban Thường trực Ban Tổ chức Tỉnh ủy Tiền Giang; Tỉnh ủy viên, Bí thư Huyện ủy huyện Chợ Gạo; Giám đốc Sở Tư pháp Ủy ban nhân dân tỉnh Tiền Giang.
Nguyễn Văn Vĩnh là Đảng viên Đảng Cộng sản Việt Nam, học vị Cử nhân Luật, Thạc sĩ Luật học, Cao cấp lý luận chính trị. Trong sự nghiệp của mình, ông có hơn 30 năm công tác tại quê nhà Tiền Giang, hơn 20 năm trong lĩnh vực tư pháp địa phương.

## Xuất thân và giáo dục
Nguyễn Văn Vĩnh sinh năm 1967 tại xã An Thạnh Thủy, huyện Chợ Gạo, tỉnh Tiền Giang. Ông lớn lên và theo học phổ thông tại quê nhà, tốt nghiệp 12/12. Năm 1984, ông tới Thành phố Hồ Chí Minh, theo học khoa Luật Kinh tế, Trường Đại học Pháp lý Hà Nội, nhận bằng Cử nhân Luật chuyên ngành Luật Kinh tế vào năm 1989. Sau đó, từ tháng 6 năm 1992 đến tháng 10 năm 1996, ông tới thủ đô Hà Nội, là nghiên cứu sinh cao học tại Viện nghiên cứu Nhà nước và Pháp luật (ISL) trực thuộc Viện Khoa học Xã hội và Nhân văn Quốc gia, nay là Viện Hàn lâm Khoa học xã hội Việt Nam, nhận bằng Thạc sĩ Luật học năm 1996.
Ngày 19 tháng 5 năm 1991, ông được kết nạp Đảng Cộng sản Việt Nam, trở thành đảng viên chính thức vào ngày 19 tháng 5 năm 1992. Trong quá trình hoạt động Đảng và Nhà nước, ông theo học các khóa tại Học viện Chính trị Quốc gia Hồ Chí Minh, nhận bằng Cao cấp lý luận chính trị. Hiện nay, ông thường trú tại số 84B, Ô1, Khu 2, thị trấn Chợ Gạo, huyện Chợ Gạo, tỉnh Tiền Giang.

## Sự nghiệp

### Các giai đoạn
Tháng 4 năm 1989, sau khi tốt nghiệp Đại học chuyên ngành Luật, Nguyễn Văn Vĩnh trở về quê nhà Tiền Giang, bắt đầu sự nghiệp của mình với vị trí Chuyên viên Sở Tư pháp tỉnh Tiền Giang. Tháng 1 năm 1994, ông được bổ nhiệm làm Trưởng phòng Văn bản – Tuyên truyền, Sở Tư pháp tỉnh Tiền Giang. Đến tháng 3 năm 1997, ông được bầu làm Bí thư Chi bộ Sở Tư pháp, được bổ nhiệm làm Phó Giám đốc Sở Tư pháp tỉnh Tiền Giang. Tháng 12 năm 2004, ông nhậm chức Giám đốc Sở Tư pháp tỉnh Tiền Giang. Tháng 10 năm 2010, tại Đại hội Đảng bộ tỉnh Tiền Giang lần thứ IX, nhiệm kỳ 2010 – 2015, ông được bầu làm Tỉnh ủy viên, tiếp tục là Giám đốc Sở Tư pháp tỉnh Tiền Giang. Từ năm 1989 đến 2012, ông có hơn 20 năm công tác tư pháp Tiền Giang.
Tháng 12 năm 2012, Nguyễn Văn Vĩnh được điều chuyển tới huyện Chợ Gạo, nhậm chức Bí thư Huyện ủy Chợ Gạo, tỉnh Tiền Giang. Tháng 8 năm 2015, ông được điều chuyển lại tỉnh lỵ, nhậm chức Phó Trưởng ban Thường trực Ban Tổ chức Tỉnh ủy Tiền Giang. Tháng 10 năm 2015, tại Đại hội Đảng bộ tỉnh Tiền Giang lần thứ X, ông tiếp tục được bầu làm Tỉnh ủy viên, tiếp tục là Phó Trưởng ban Tổ chức Tỉnh ủy. Ngày 26 tháng 12 năm 2018, Ban Thường vụ Tỉnh ủy Tiền Giang bổ nhiệm ông làm Trưởng ban Ban Nội chính Tỉnh ủy, chính thức nhậm chức vào tháng 1 năm 2019; vào tháng 7 sau đó, trong kỳ họp Ban Chấp hành Tỉnh ủy, ông được bầu làm Ủy viên Ban Thường vụ Tỉnh ủy Tiền Giang.

### Chủ tịch Tiền Giang
Ngày 15 tháng 10 năm 2020, tại Đại hội Đảng bộ tỉnh Tiền Giang lần thứ XI, nhiệm kỳ 2020 – 2025, Nguyễn Văn Vĩnh được bầu làm Tỉnh ủy viên, Ủy viên Ban Thường vụ Tỉnh ủy, Phó Bí thư Tỉnh ủy kiêm Trưởng ban Nội chính Tỉnh ủy Tiền Giang. Ngày 11 tháng 12 năm 2020, tại kỳ họp thứ 14 của Hội đồng nhân dân tỉnh Tiền Giang khóa IX, nhiệm kỳ 2016 – 2021, thực hiện việc quy hoạch vị trí lãnh đạo tỉnh Tiền Giang, đồng ý miễn nhiệm Chủ tịch Lê Văn Hưởng bầu Nguyễn Văn Vĩnh giữ chức Chủ tịch Ủy ban nhân dân tỉnh Tiền Giang với 57/60 phiếu. Ngày 22 tháng 12 năm 2020, Thủ tướng Nguyễn Xuân Phúc đã phê chuẩn vị trí của ông.

## Khen thưởng
Trong sự nghiệp, Nguyễn Văn Vĩnh được trao một số giải thưởng như:
- Huân chương Lao động hạng Ba;
- Bằng khen của Thủ tướng;
- Hai Danh hiệu Chiến sĩ thi đua Ngành Tư pháp;